# Rio Negro
Rio Negro là một đô thị thuộc bang Mato Grosso do Sul, Brasil. Đô thị này có diện tích 1807,665 km², dân số năm 2007 là 4957 người, mật độ 2,74 người/km².